# MTA Központi Fizikai Kutatóintézet
Az MTA Központi Fizikai Kutatóintézet (röviden: KFKI) a Magyar Tudományos Akadémia öt kutatóintézetének telephelye Budapesten, Csillebércen 443 méteres tengerszint feletti magasságban. Korábban egyetlen intézmény volt, amit Központi Fizikai Kutató Intézet néven alapítottak 1950-ben (innen a rövidítés). 1992. január 1-jén vált szét öt intézménnyé. A telephely fenntartásáról azóta a KFKI Üzemeltető Kft. gondoskodik. Ezeken kívül több, részben a korábbi KFKI-ből kivált, főként technológiai és informatikai cég is a telephelyen működik, világviszonylatban is egyedülállónak mondható, nagyrészt természetes erdei környezetben. 2012-től a Részecske- és Magfizikai Kutatóintézet és a Szilárdtestfizikai és Optikai Kutatóintézet összevonásával Wigner Fizikai Kutatóközpont néven működik tovább.

## Története
A Minisztertanács 1950. augusztus 18-i határozata alapján a KFKI 1950. szeptember 1-jén kezdte meg hivatalos működését. Fő célja az előkészítő bizottság megfogalmazása szerint a magyar fizikának a többi tudományágéhoz képest is nagyobb elmaradottságból való kiemelése volt. Első igazgatójának Kovács István atomfizikust kérték fel.
A második világháború után a radar és az atombomba hatására a politikusok felismerték a fizika fontosságát. Számítottak a harmadik világháború rövid időn belüli kitörésére. Atombombát Magyarországon nem akartak létrehozni, de fel akartak készülni a radioaktív sugárzás mérésére és hatásainak kezelésére. Az intézet legfontosabb részlegei ennek megfelelően kezdetben az atomfizikai Simonyi Károly, radiológiai Bozóky László és kozmikus sugárzási osztálya volt Jánossy Lajos vezetésével. Az intézet méreteivel illeszkedett a számos hasonló szovjet és nyugati (nála nagyobb) intézetek sorába.
1956 után az alapkutatások mellett előtérbe kerültek az alkalmazott kutatások, sőt a nyugati embargó (COCOM-lista) hatásainak csökkentése céljából a technológiai fejlesztések és a gyártás is. Az alapkutatások azonban mindig jelentős súllyal szerepeltek a részecskefizika, magfizika, optika, szilárdtestfizika, anyagtudomány, űrkutatás stb. területén.
1956-ban kormánydöntés alapján Pál Lénárd vezetésével kezdték építeni a kísérleti reaktort, amit 1959. március 25-én helyeztek üzembe. 1971-től a KFKI részt vett a Paksi Atomerőművet előkészítő kutatásokban, az erőmű első blokkját végül 1982-ben helyezték üzembe

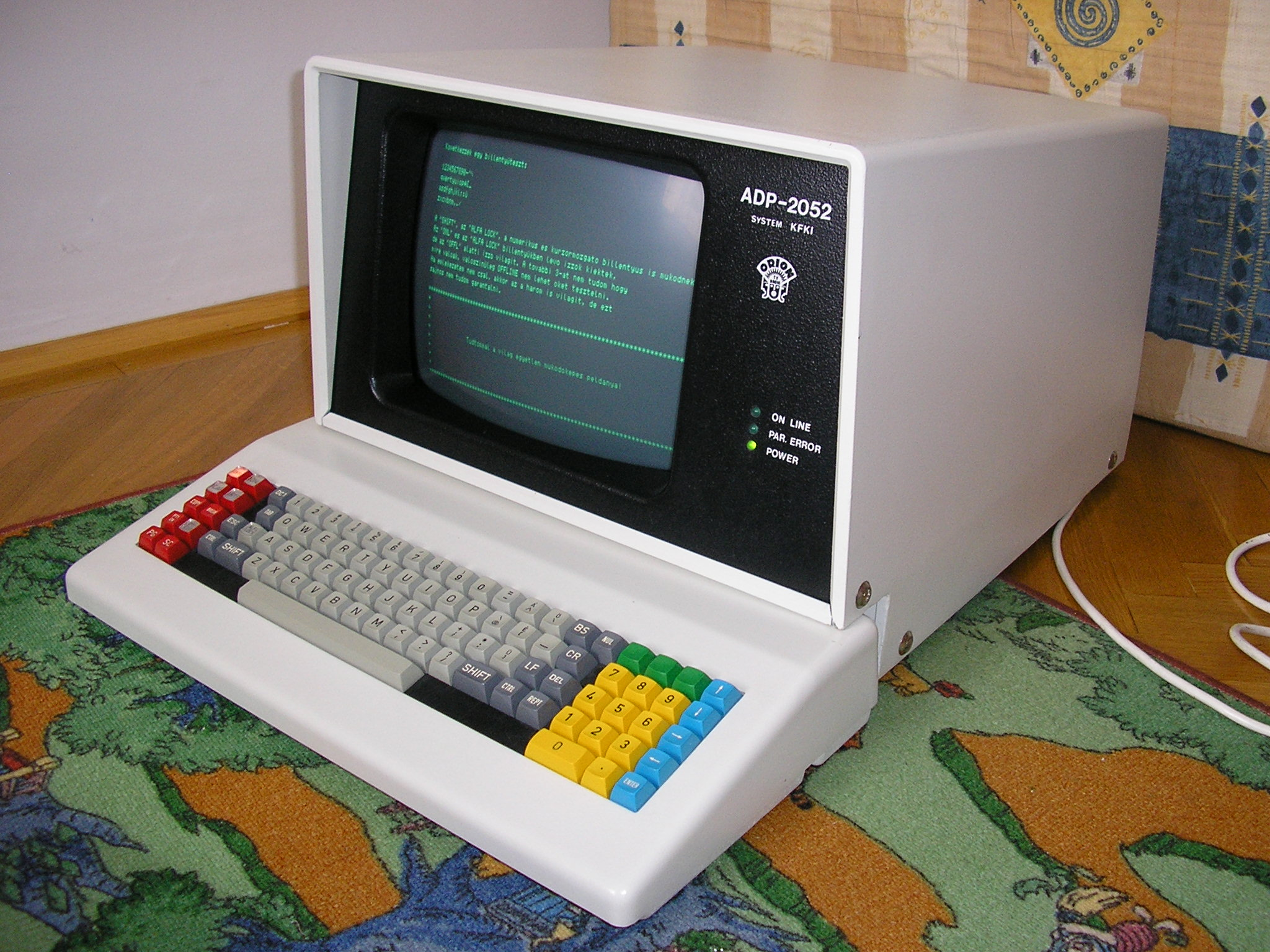
KFKI/Orion terminál a TPA-hoz

Az 1970-es években és az 1980-as években sorozatban gyártották az akkor COCOM-listás DEC VAX és MicroVAX gépeinek másolatait, a saját fejlesztéssel megnövelt gyorsaságú TPA-számítógépeket.
Az űrkutatásban való közvetlen részvétel az 1970. november 28-án szovjet Vertyikal–1 rakétával a világűrbe emelkedő KFKI-gyártmányú mikrometeorit-csapdával kezdődött. 1980-ban Farkas Bertalan vitte magával az űrbe az első fedélzeten is használható dozimétert (Pille dózismérő), amit 1984-ben az amerikai Sally Ride is eredményesen használt. Az 1980-as években indult a máig legnagyobb magyar űrvállalkozás a Vénusz-Halley (VEGA) – programban való részvétellel Szegő Károly vezetésével.
A KFKI a kormány Tudománypolitikai Bizottságának 1974-es határozata alapján 1975. január 1-jétől kutatóközpontként működött tovább. A korábbi tudományos osztályok helyett széles körű önállósággal rendelkező tudományos intézeteket hoztak létre:
- Részecske- és Magfizikai Kutató Intézet (RMKI)
- Szilárdtest Kutató Intézet (SZTKI, ami 1981-ben kettévált):
  - Szilárdtestfizikai Kutatóintézet (SZFKI)
  - Mikroelektronikai Kutató Intézet (MKI)
- Atomenergia Kutató Intézet (AEKI)
- Mérés- és Számítástechnikai Kutató Intézet (MSZKI)

A KFKI 1985-re érte el létszámfejlődése maximumát. A Magyar Tudományos Akadémia akkori kb. 3000 tudományos besorolású alkalmazottjából mintegy 600 dolgozott itt. Az 1980-as évek közepén megtört a lendület, intenzív belső viták folytak arról, hogyan tovább, általában az alapkutatások súlya volt a kérdés. A KFKI kormányzati segítséget is kért, hogy nemzeti laboratóriummá alakuljon. 1992-re véget ért az embargó, ez és a rendszerváltás megérlelte az ipari és fejlesztő tevékenységek gazdasági vállalkozásokba való kiszervezését, és az intézet teljes újjászervezését. A KFKI tudományos intézetei teljes önállóságot kaptak az Akadémia keretén belül. A főigazgatói poszt megszűnt, az intézeteket igazgatók irányították tovább.

## A KFKI igazgatói és főigazgatói
- 1950–1956 Kovács István
- 1956–1970 Jánossy Lajos
- 1970–1978 Pál Lénárd
- 1978–1989 Szabó Ferenc
- 1990 Szatmáry Zoltán
- 1990–1992 Lovas István

## Utódintézetei (1992–2011)
| rövidítés | teljes név                                          |
| --------- | --------------------------------------------------- |
| RMKI      | MTA KFKI Részecske- és Magfizikai Kutatóintézet     |
| MFA]      | MTA Műszaki Fizikai és Anyagtudományi Kutatóintézet |
| SZFKI     | MTA Szilárdtestfizikai és Optikai Kutatóintézet     |
| AEKI      | KFKI Atomenergia Kutatóintézet                      |
| IKI       | MTA Izotópkutató Intézet                            |